# Liste des médaillés olympiques en combiné nordique
Pour des articles plus généraux, voir Combiné nordique aux Jeux olympiques et Jeux olympiques d'hiver.

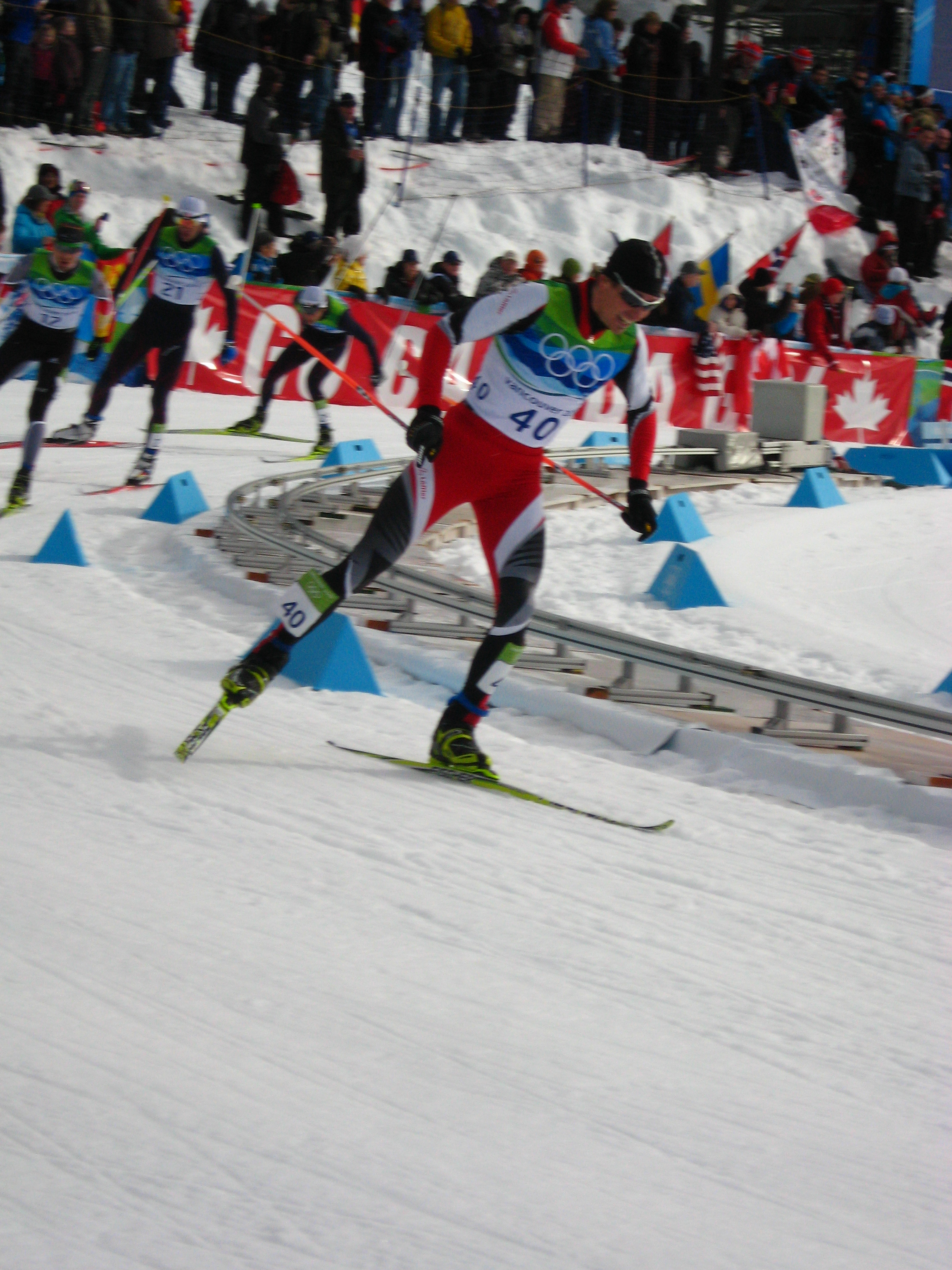
Félix Gottwald skiant lors de l’épreuve de combiné nordique des Jeux Olympiques de Vancouver

Cet article présente la liste des coureurs du combiné nordique médaillés aux Jeux olympiques.

## Tremplin normal
| Édition                                | Or                         | Argent                   | Bronze                          |
| Chamonix 1924                          | Thorleif Haug (NOR)        | Thoralf Strømstad (NOR)  | Johan Grøttumsbråten (NOR)      |
| Saint-Moritz 1928                      | Johan Grøttumsbråten (NOR) | Hans Vinjarengen (NOR)   | John Snersrud (NOR)             |
| Lake Placid 1932                       | Johan Grøttumsbråten (NOR) | Ole Stenen (NOR)         | Hans Vinjarengen (NOR)          |
| Garmisch-Partenkirchen 1936            | Oddbjørn Hagen (NOR)       | Olaf Hoffsbakken (NOR)   | Sverre Brodahl (NOR)            |
| Saint-Moritz 1948                      | Heikki Hasu (FIN)          | Martti Huhtala (FIN)     | Sven Israelsson (SWE)           |
| Oslo 1952                              | Simon Slåttvik (NOR)       | Heikki Hasu (FIN)        | Sverre Stenersen (NOR)          |
| Cortina d'Ampezzo 1956                 | Sverre Stenersen (NOR)     | Bengt Eriksson (SWE)     | Franciszek Gasienica-Gron (POL) |
| Squaw Valley 1960                      | Georg Thoma (EUA)          | Tormod Knutsen (NOR)     | Nikolay Gusakov (URSS)          |
| Innsbruck 1964                         | Tormod Knutsen (NOR)       | Nikolay Kiselyov (URSS)  | Georg Thoma (EUA)               |
| Grenoble 1968                          | Franz Keller (RFA)         | Alois Kälin (SUI)        | Andreas Kunz (RDA)              |
| Sapporo 1972                           | Ulrich Wehling (RDA)       | Rauno Miettinen (FIN)    | Karl-Heinz Luck (RDA)           |
| Innsbruck 1976                         | Ulrich Wehling (RDA)       | Urban Hettich (RFA)      | Konrad Winkler (RDA)            |
| Lake Placid 1980                       | Ulrich Wehling (RDA)       | Jouko Karjalainen (FIN)  | Konrad Winkler (RDA)            |
| Sarajevo 1984                          | Tom Sandberg (NOR)         | Jouko Karjalainen (FIN)  | Jukka Ylipulli (FIN)            |
| Calgary 1988 (Résultats détaillés)     | Hippolyt Kempf (SUI)       | Klaus Sulzenbacher (AUT) | Allar Levandi (URSS)            |
| Albertville 1992                       | Fabrice Guy (FRA)          | Sylvain Guillaume (FRA)  | Klaus Sulzenbacher (AUT)        |
| Lillehammer 1994                       | Fred Børre Lundberg (NOR)  | Takanori Kono (JPN)      | Bjarte Engen Vik (NOR)          |
| Nagano 1998                            | Bjarte Engen Vik (NOR)     | Samppa Lajunen (FIN)     | Valerij Stoljarov (RUS)         |
| Salt Lake City 2002                    | Samppa Lajunen (FIN)       | Jaakko Tallus (FIN)      | Felix Gottwald (AUT)            |
| Turin 2006                             | Georg Hettich (GER)        | Felix Gottwald (AUT)     | Magnus Moan (NOR)               |
| Vancouver 2010 (Résultats détaillés)   | Jason Lamy-Chappuis (FRA)  | Johnny Spillane (USA)    | Alessandro Pittin (ITA)         |
| Sotchi 2014 (Résultats détaillés)      | Eric Frenzel (GER)         | Akito Watabe (JPN)       | Magnus Krog (NOR)               |
| Pyeongchang 2018 (Résultats détaillés) | Eric Frenzel (GER)         | Akito Watabe (JPN)       | Lukas Klapfer (AUT)             |
| Pékin 2022 (Résultats détaillés)       | Vinzenz Geiger (GER)       | Jørgen Graabak (NOR)     | Lukas Greiderer (AUT)           |

## Grand tremplin
| Édition                                | Or                    | Argent                   | Bronze                |
| Salt Lake City 2002                    | Samppa Lajunen (FIN)  | Ronny Ackermann (GER)    | Felix Gottwald (AUT)  |
| Turin 2006                             | Felix Gottwald (AUT)  | Magnus Moan (NOR)        | Georg Hettich (GER)   |
| Vancouver 2010 (Résultats détaillés)   | Bill Demong (USA)     | Johnny Spillane (USA)    | Bernhard Gruber (AUT) |
| Sotchi 2014 (Résultats détaillés)      | Jørgen Graabak (NOR)  | Magnus Moan (NOR)        | Fabian Riessle (GER)  |
| Pyeongchang 2018 (Résultats détaillés) | Johannes Rydzek (GER) | Fabian Riessle (GER)     | Eric Frenzel (GER)    |
| Pékin 2022 (Résultats détaillés)       | Jørgen Graabak (NOR)  | Jens Lurås Oftebro (NOR) | Akito Watabe (JPN)    |

## Épreuve par équipes
| Édition                                | Or                                                                         | Argent                                                                 | Bronze                                                                 |
| Calgary 1988                           | Allemagne de l'Ouest Thomas Müller Hans-Peter Pohl Hubert Schwarz          | Suisse Fredy Glanzmann Hippolyt Kempf Andreas Schaad                   | Autriche Hansjörg Aschenwald Günther Csar Klaus Sulzenbacher           |
| Albertville 1992                       | Japon Takanori Kono Reiichi Mikata Kenji Ogiwara                           | Norvège Fred Børre Lundberg Trond Einar Elden Knut Tore Apeland        | Autriche Stefan Kreiner Klaus Ofner Klaus Sulzenbacher                 |
| Lillehammer 1994                       | Japon Masashi Abe Takanori Kono Kenji Ogiwara                              | Norvège Fred Børre Lundberg Bjarte Engen Vik Knut Tore Apeland         | Suisse Jean-Yves Cuendet Hippolyt Kempf Andreas Schaad                 |
| Nagano 1998                            | Norvège Kenneth Braaten Bjarte Engen Vik Fred-Børre Lundberg Halldor Skard | Finlande Samppa Lajunen Hannu Manninen Jari Mantila Tapio Nurmela      | France Nicolas Bal Sylvain Guillaume Fabrice Guy Ludovic Roux          |
| Salt Lake City 2002                    | Finlande Samppa Lajunen Hannu Manninen Jari Mantila Jaakko Tallus          | Allemagne Ronny Ackermann Georg Hettich Marcel Höhlig Björn Kircheisen | Autriche Christoph Bieler Felix Gottwald Michael Gruber Mario Stecher  |
| Turin 2006 (Résultats détaillés)       | Autriche Christoph Bieler Felix Gottwald Michael Gruber Mario Stecher      | Allemagne Ronny Ackermann Jens Gaiser Georg Hettich Björn Kircheisen   | Finlande Anssi Koivuranta Antti Kuisma Hannu Manninen Jaakko Tallus    |
| Vancouver 2010 (Résultats détaillés)   | Autriche Felix Gottwald Bernhard Gruber David Kreiner Mario Stecher        | États-Unis Brett Camerota Bill Demong Todd Lodwick Johnny Spillane     | Allemagne Tino Edelmann Eric Frenzel Bjoern Kircheisen Johannes Rydzek |
| Sotchi 2014 (Résultats détaillés)      | Norvège Håvard Klemetsen Magnus Krog Magnus Moan Jørgen Graabak            | Allemagne Eric Frenzel Björn Kircheisen Johannes Rydzek Fabian Riessle | Autriche Christoph Bieler Lukas Klapfer Mario Stecher Bernhard Gruber  |
| Pyeongchang 2018 (Résultats détaillés) | Allemagne Eric Frenzel Vinzenz Geiger Johannes Rydzek Fabian Riessle       | Norvège Espen Andersen Jan Schmid Jarl Magnus Riiber Jørgen Graabak    | Autriche Wilhelm Denifl Lukas Klapfer Mario Seidl Bernhard Gruber      |
| Pékin 2022 (Résultats détaillés)       | Norvège Espen Bjørnstad Espen Andersen Jens Lurås Oftebro Jørgen Graabak   | Allemagne Manuel Faisst Julian Schmid Eric Frenzel Vinzenz Geiger      | Japon Yoshito Watabe Hideaki Nagai Akito Watabe Ryota Yamamoto         |

## Statistiques

### Athlètes les plus médaillés
Listes des athlètes ayant gagné au moins quatre médailles olympiques en Combiné Nordique
| Athlete             | Nation    | Medal years | Or | Argent | Bronze | Total |
| ------------------- | --------- | ----------- | -- | ------ | ------ | ----- |
| Felix Gottwald      | Autriche  | 2002–2010   | 3  | 1      | 3      | 7     |
| Eric Frenzel        | Allemagne | 2010–2018   | 3  | 1      | 2      | 6     |
| Samppa Lajunen      | Finlande  | 1998–2002   | 3  | 2      | 0      | 5     |
| Fred Børre Lundberg | Norvège   | 1992–1998   | 2  | 2      | 0      | 4     |
| Bjarte Engen Vik    | Norvège   | 1994–1998   | 2  | 1      | 1      | 4     |
| Johannes Rydzek     | Allemagne | 2010–2018   | 2  | 1      | 1      | 4     |
| Mario Stecher       | Autriche  | 2006–2014   | 2  | 0      | 2      | 4     |
| Georg Hettich       | Allemagne | 2002–2006   | 1  | 2      | 1      | 4     |
| Magnus Moan         | Norvège   | 2006, 2014  | 1  | 2      | 1      | 4     |
| Fabian Rießle       | Allemagne | 2014–2018   | 1  | 2      | 1      | 4     |
| Bernhard Gruber     | Autriche  | 2010–2018   | 1  | 0      | 3      | 4     |
| Björn Kircheisen    | Allemagne | 2002–2014   | 0  | 3      | 1      | 4     |
| Klaus Sulzenbacher  | Autriche  | 1988–1992   | 0  | 1      | 3      | 4     |